# العلاقات البليزية الفرنسية
العلاقات البليزية الفرنسية هي العلاقات الثنائية التي تجمع بين بليز وفرنسا.

## مقارنة بين البلدين
هذه مقارنة عامة ومرجعية للدولتين:
| وجه المقارنة                                              | بليز         | فرنسا                                                    |
| --------------------------------------------------------- | ------------ | -------------------------------------------------------- |
| المساحة (كم2)                                             | 22.97 ألف    | 643.80 ألف                                               |
| عدد السكان (نسمة)                                         | 374.68 ألف   | 67.12 مليون                                              |
| الكثافة السكانية (ن./كم²)                                 | 16.31        | 104.26                                                   |
| العاصمة                                                   | بلموبان      | باريس                                                    |
| اللغة الرسمية                                             | لغة إنجليزية | لغة فرنسية                                               |
| العملة                                                    | دولار بليزي  | يورو، فرنك س ف ب، فرنك فرنسي، Livre tournois ‏            |
| الناتج المحلي الإجمالي (بليون دولار)                      | 1.84 مليار   | 2.58 تريليون                                             |
| الناتج المحلي الإجمالي (تعادل القوة الشرائية) بليون دولار | 3.05 مليار   | 2.87 تريليون                                             |
| الناتج المحلي الإجمالي الاسمي للفرد دولار أمريكي          | 4.88 ألف     | 36.20 ألف                                                |
| الناتج المحلي الإجمالي للفرد دولار أمريكي                 | 8.42 ألف     | 39.33 ألف                                                |
| مؤشر التنمية البشرية                                      | 0.715        | 0.888                                                    |
| رمز المكالمات الدولي                                      | +501         | +33                                                      |
| رمز الإنترنت                                              | .bz          | .fr، .bzh ‏، .tf، .re، .wf، .yt، .pm، .paris              |
| المنطقة الزمنية                                           | 00           | أوروبا/باريس ‏، توقيت وسط أوروبا، توقيت وسط أوروبا الصيفي |

## منظمات دولية مشتركة
يشترك البلدان في عضوية مجموعة من المنظمات الدولية، منها:
| علم المنظمة | اسم المنظمة                        | تاريخ انضمام بليز | تاريخ انضمام فرنسا |
| ----------- | ---------------------------------- | ----------------- | ------------------ |
|             | مؤسسة التنمية الدولية              | 19 مارس 1982      | 30 ديسمبر 1960     |
|             | يونسكو                             | 10 مايو 1982      | 4 نوفمبر 1946      |
|             | وكالة ضمان الاستثمار متعدد الأطراف | 29 يونيو 1992     | 28 ديسمبر 1989     |
|             | الأمم المتحدة                      | 25 سبتمبر 1981    | 24 أكتوبر 1945     |
|             | الفريق المعني برصد الأرض           | ?                 | ?                  |
|             | الاتحاد البريدي العالمي            | ?                 | ?                  |
|             | البنك الدولي للإنشاء والتعمير      | 19 مارس 1982      | 27 ديسمبر 1945     |
|             | الاتحاد الدولي للاتصالات           | 16 ديسمبر 1981    | 1866               |
|             | منظمة حظر الأسلحة الكيميائية       | ?                 | ?                  |
|             | مؤسسة التمويل الدولية              | 19 مارس 1982      | 20 يوليو 1956      |
|             | منظمة التجارة العالمية             | ?                 | 1995               |
|             | منظمة الشرطة الجنائية الدولية      | ?                 | ?                  |

## وصلات خارجية
- موقع وزارة الخارجية البليزية
- موقع وزارة الخارجية الفرنسية